# Barrio El Bosque (Tucumán)
Barrio El Bosque es un barrio de San Miguel de Tucumán, Tucumán, Argentina. Se encuentra delimitado por las calles San Miguel, Paraguay, Lucas Córdoba y las avenidas Líbano, Belgrano y Ejército del Norte.

## Historia
El barrio fue creado en 1925 con seis hectáreas expropiadas por el estado para loteos. Durante el primer gobierno de Perón se construyó un complejo habitacional en el marco del Plan Eva Perón y en los años 60 se construyó otro complejo de viviendas por el Plan Federal de Viviendas, al igual que los barrios Modelo y Kennedy. En 1931 se inauguró la Escuela Miguel Lillo, principal y primera institución educativa del barrio, y posteriormente a su costado se creó la Comisaría 6°. En 1947 se construyó el Estadio del Club All Boys, convirtiéndose en la principal institución deportiva del lugar.

## Educación
- Escuela Miguel Lillo
- Escuela Secundaria República Oriental del Uruguay
- Escuela de Formación Profesional Prácticas Hogar Urquiza

## Salud
- CAPS El Bosque
- CAPS Eva Duarte

## Seguridad
- Comisaría Seccional 6°
- Subjefatura de la Policía de Tucumán

## Transporte

### Líneas de colectivos
- Línea 1
- Línea 6
- Línea 8
- Línea 9
- Línea 18
- Línea 101
- Línea 109

## Deportes
- Club All Boys

## Parroquias de la Iglesia católica en Barrio El Bosque
| Arquidiócesis | Arquidiócesis de Tucumán |
| ------------- | ------------------------ |
| Parroquia     | San Juan de la Cruz      |